# Lissolepis luctuosa
Lissolepis luctuosa — вид сцинкоподібних ящірок родини сцинкових (Scincidae). Ендемік Австралії.

## Поширення і екологія
Lissolepis luctuosa мешкають на південному заході Західної Австралії. Вони живуть на окраїнах прісноводних і солоноводних боліт, на берегах річок, струмків і озер та на інших водно-болотних угіддях, серед густої рослинності.